# ハインリヒ2世 (ブラウンシュヴァイク＝ヴォルフェンビュッテル公)
ハインリヒ2世（ドイツ語：Heinrich II., 1489年11月10日 - 1568年6月11日）は、ブラウンシュヴァイク＝リューネブルク公の1人で、ヴォルフェンビュッテル侯（在位：1514年 - 1568年）。多くの戦争に身を投じた事で知られる。ヴォルフェンビュッテル侯ハインリヒ1世と妃カタリーナ・フォン・ポンメルン＝ヴォルガストの次男として生まれた。

## 生涯
1514年に父が戦死すると同時に侯位を継ぎ、すぐにヒルデスハイム司教との紛争を始め、叔父のカレンベルク侯エーリヒ1世と共に戦ったが、1519年に同族のリューネブルク侯ハインリヒ1世がヒルデスハイム司教に味方し、ゾルタウの野の戦いで敵に敗れた。しかし1523年、ハインリヒ2世は司教領から多くの領土を奪い取ることが出来た。1525年、ドイツ農民戦争に参加し、1528年には神聖ローマ皇帝カール5世のフランス、イタリア遠征に加わった。
当初はプロテスタンティズムに同情的でアウクスブルク信仰告白の一部を支持してもいたが、カトリックに留まっていた。しかしその後プロテスタント派のザクセン選帝侯国と戦争を始め、同族が治めるカレンベルク侯領がプロテスタント領邦になった時にはこれに強く反対した。1541年、ハインリヒ2世は同じく反プロテスタントを口実としてプロテスタント派の都市ゴスラーを攻撃した。
翌1542年にプロテスタントのシュマルカルデン同盟に属するザクセン選帝侯ヨハン・フリードリヒとヘッセン方伯フィリップがゴスラーを助けるためにハインリヒ2世に戦いを挑み、ヴォルフェンビュッテル侯領はザクセン＝ヘッセン連合軍によって占領されてしまった。ハインリヒ2世はやむなくバイエルン公国に亡命した。1546年、ハインリヒ2世はカール5世の支援を受けて軍勢をかき集め、どうにかヴォルフェンビュッテル侯領の支配権を取り戻した。しかしすぐにヘッセン軍に捕まって囚われの身となり、1547年になってカール5世の助けを借りて自由の身となり、復位した。1550年、マンスフェルト伯フォルラートがヴォルフェンビュッテルを占領すると、今度は皇帝領のメッツに逃亡した。マンスフェルトはすぐにヴォルフェンビュッテルを追われたため、間もなく復権した。
1553年、ハインリヒ2世はザクセン選帝侯モーリッツと同盟し、ヴォルフェンビュッテルを攻撃してきたブランデンブルク＝クルムバッハ辺境伯アルブレヒト・アルキビアデスと戦争を始めた（第二次辺境伯戦争）。この戦争はジーフェルスハウゼンの戦いにおいて最も激しくなり、モーリッツ及びハインリヒ2世の上の息子2人がこの戦いで戦死したが、ハインリヒ2世は生き残り、敗れたアルブレヒト・アルキビアデスは1554年に国外追放になった。
晩年、唯一生き残っていた末子ユリウスの影響でプロテスタントに改宗し、1568年に死んだ。

## 子女
1515年、ヴュルテンベルク＝メンペルガルト伯ハインリヒ（de）の娘マリア（1496年 - 1541年）と最初の結婚をし、8人の子供をもうけた。
1. アンドレアス（1517年）
2. カタリーナ（1518年 - 1574年） - ブランデンブルク＝キュストリン辺境伯ヨハンと結婚
3. マリー（1521年 - 1539年） - ガンデルスハイムの女子修道院長
4. カール・ヴィクター（1525年 - 1553年） - ジーフェルスハウゼンの戦いで戦死
5. フィリップ・マグヌス（1527年 - 1553年） - ジーフェルスハウゼンの戦いで戦死
6. ユリウス（1528年 - 1589年）
7. クララ（1532年 - 1595年） - ブラウンシュヴァイク＝グルベンハーゲン公フィリップ2世と結婚
8. マルガレーテ（1580年没） - 1561年、ミュンスターベルク＝エールス公ヤン・ス・ポジェブラト（de）と結婚

1556年、ポーランド王ジグムント1世の娘ゾフィアと再婚したが、ゾフィアとの間に子供はなかった。他にはエーファ・フォン・トロッテという愛妾がおり、10人の子供を産ませている。
| 爵位・家督         | 爵位・家督                                                     | 爵位・家督    |
| ------------------ | -------------------------------------------------------------- | ------------- |
| 先代 ハインリヒ1世 | ブラウンシュヴァイク＝ヴォルフェンビュッテル侯 1514年 - 1568年 | 次代 ユリウス |